# Ballet Preljocaj
Pour les articles homonymes, voir Preljocaj.

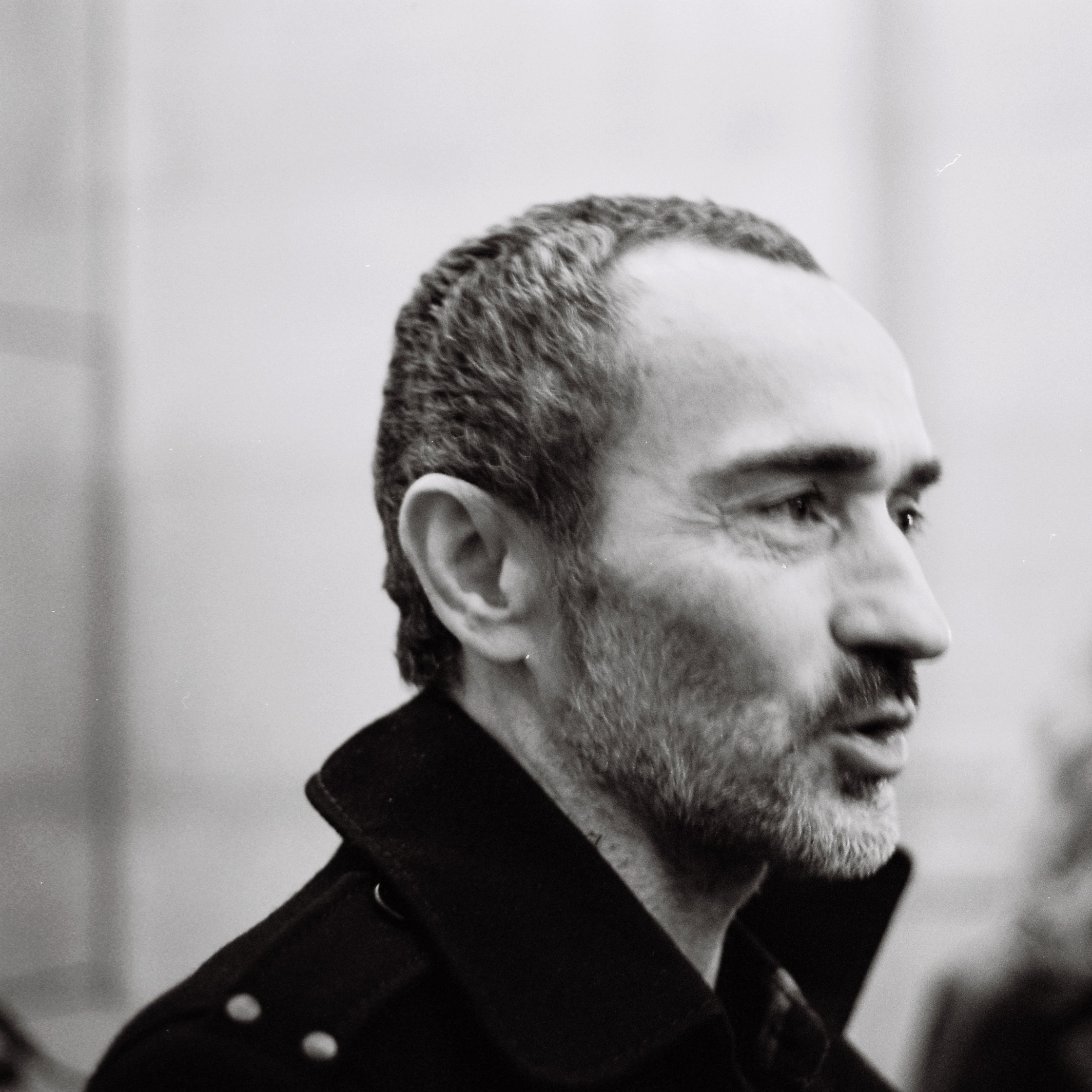
Angelin Preljocaj en 2009.

Le Ballet Preljocaj est une compagnie de danse contemporaine fondée par le chorégraphe français Angelin Preljocaj en 1985 et actuellement en résidence au Pavillon Noir à Aix-en-Provence.

## Historique
Angelin Preljocaj, alors danseur dans la compagnie de Dominique Bagouet, décide de fonder sa propre troupe en décembre 1984, la Compagnie Preljocaj. Avec les premiers succès la compagnie est transformée en Centre chorégraphique national (CCN) de Champigny-sur-Marne en 1989, la ville où a grandi Preljocaj.
En 1996, la compagnie devient le Ballet Preljocaj - Centre chorégraphique national à Aix-en-Provence avec le soutien du département et de la région. La renommée du ballet est devenue, au cours de cette période, à dimension internationale, notamment avec l'attribution d'un Bessie Award à New York en 1997 pour la chorégraphie Annonciation. Dès 1990, certaines chorégraphies entrent dans le répertoire de l'Opéra de Paris ou d'autres institutions dans le monde comme La Scala de Milan, le New York City Ballet ou le Staatsoper de Berlin.
Angelin Prejlocaj a très souvent associé son ballet aux créations d'artistes venus d'horizons différents comme le dessinateur Enki Bilal pour Roméo et Juliette en 1990, Goran Vejvoda pour Paysage après la bataille en 1997, Air pour la musique de Near Life Experience en 2003, Fabrice Hyber pour Les 4 saisons… en 2005, ou Karlheinz Stockhausen qui a écrit spécialement la musique originale d'Eldorado en 2007.
En 2006, le Ballet Preljocaj s'est installé dans un nouveau bâtiment à Aix, Le Pavillon Noir, créé spécialement par l'architecte Rudy Ricciotti pour le CCN qui peut désormais accueillir l'ensemble des activités de création et de représentation de la compagnie et de troupes invitées. 

## Composition
Constitué de 24 danseurs permanents, le ballet a créé environ une quarantaine de chorégraphies écrites par Angelin Preljocaj, dont sept sont actuellement entrée au répertoire du Ballet de l'Opéra national de Paris. Parmi les danseurs importants passés ou présents de la compagnie peuvent être cités notamment :
- Jean-Vincent Boudic
- Julie Bour (1994-2001)
- Philippe Combes
- Magali Caillet
- Nadine Comminges
- Claudia De Smet (1995-)
- Sylvain Groud
- Nagisa Shirai (2001-2019)

L'ensemble du Ballet Preljocaj est constitué d'environ 70 à 80 permanents ce qui en fait le plus important CCN de France, tant par la taille que par le budget.